# Raúl Molina Alcocer
Raúl Molina Alcocer (Jerez de la Frontera, 25 de novembre de 1976) és un exfutbolista andalús, que jugava com a davanter centre estilet amb un bon desplaçament entre línies. Li agradava sorprendre des de darrere als defenses, guanyant-los sempre l'esquena i el seu joc es basava en la seva intuïció i en la seva rapidesa de moviments.
Va passar la major part de la seva carrera en el Xerez CD, però el millor moment de la seva carrera esportiva el va viure en el Recreativo de Huelva, on va ascendir a la Primera Divisió. Actualment és l'ajudant del coordinador del planter d'aquesta entitat.

## Trajectòria
Es va formar en la pedrera del Flamenco xeresà. En 1997 va fitxar pel Xerez CD, i en la temporada 1997/98 va ser cedit al Zaragoza B on no va trobar el seu lloc i finalment va acabar en l'Atlético Sanluqueño. La sort de l'andalús comença a canviar a partir de la temporada 1998/99. En eixa temporada retorna al Xerez CD, que acabava de descendir a la Segona Divisió B, i es converteix en un dels baluards de la plantilla en marcar 14 gols en 33 partits. Però la seva bona temporada no anava a ser suficient com per a retornar al Xerez CD a la Categoria d'argent, finalitzant en l'11a posició.
La seva esplèndida temporada en el conjunt xeresà li obriria les portes d'un dels grans d'Espanya, l'Atlètic de Madrid. Eixe el filial matalasser disputava la seva quarta temporada consecutiva en la Segona Divisió, era la generació de Fernando Torres. Va debutar en Segona Divisió el 22 d'agost de 1999 en l'Extremadura 1 - Atlético B 0. Era la primera jornada de lliga, i va substituir a Cenci en el minut 68. En el seu primer any en Segona realitzà un paper acceptable, jugant com segon punta i marcant un total de 4 gols en 20 partits. Però, a pesar d'haver assolit la permanència en 17a posició, l'equip va descendir a causa del descens del primer equip a Segona Divisió.
A l'any següent va realitzar una magnífica temporada, juntament amb els seus companys, amb el Atlético B, amb el qual van jugar la lligueta d'ascens com campions de grup (2000-2001). Va marcar 15 gols en 36 partits, no obstant això, només Fernando Torres va tenir el seu premi i va pujar al primer equip. Va finalitzar contracte amb els madrilenys, amb el qual tenia opció a altra temporada però no van comptar amb ell per al nou projecte d'ascens a Primera Divisió.
A l'any següent, la 01/02, es va produir el seu fitxatge pel Recreativo de Huelva. L'equip onubenc va realitzar una extraordinària temporada que es va veure recompensada amb l'ascens, i davant el Xerez. El partit de la penúltima jornada de Lliga va acabar per 2-1 per als blanc-i-blaus amb doblet de Fernando Soriano. Raúl Molina va consumir la seva millor temporada en Segona Divisió, aconseguint aquest ascens i acabant entre els 5 millors golejadors de la categoria.
A la temporada 2002/03 van descendir novament a Segona Divisió però van arribar a la final de la Copa del Rei. A pesar d'aquest descens, el davanter va arribar a la desena de gols en la seva primera temporada a Primera Divisió. Això va aixecar l'interès del RCD Espanyol. El Degà va taxar al futbolista en un milió d'euros, quantitat que l'Espanyol va trigar tres anys a pagar.
A Barcelona anava a canviar la seva sort, ja que en la primera volta disputa un total de 12 partits en els quals solament marca un gol, cosa quen o és suficient per a llevar-li el lloc al golejador Raúl Tamudo, pel que en el mercat hivernal retorna en qualitat de cedit al Recreativo de Huelva, en Segona Divisió novament. La seva segona etapa en el Recreativo li va fer recuperar el seu olfacte golejador i retorna a la seva mitjana golejadora marcant 6 gols en 20 partits. A l'any següent retorna a l'Espanyol, però Miguel Ángel Lotina, no compta amb ell. La directiva no es vol desprendre del davanter pel que torna a anar-se'n cedit, aquesta vegada retornant al Xerez CD. En aquesta temporada 2004/05, va realitzar un discret paper, marcant una pobra marca de 2 gols en 18 partits.
A l'any següent el Rayo Vallecano de Míchel, el contracta per al seu nou projecte de tornada al futbol professional, ja que per aquest temps l'equip de Vallecas militava en la Segona Divisió B. Al club madrileny va estar en dues etapes, separades per una breu estada a l'Albacete Balompié.
En la 2007-2008 fitxa una temporada pel Portuense de 2a Divisió B. A l'acabar aquesta temporada va quedar lliure i va rebre ofertes, entre elles una de l'Ayamonte Club de Futbol de Tercera Divisió però les va rebutjar i es va enrolar a l'organigrama del Recreativo de Huelva com ajudant del coordinador del planter del club onubenc, tot retirant-se del futbol com a jugador.